# Saison 3 de Nicky, Ricky, Dicky et Dawn
Chronologie
Saison 2 Saison 4
Cet article présente les épisodes de la troisième saison de la série télévisée américaine Nicky, Ricky, Dicky et Dawn diffusée du 7 janvier 2017 au 5 août 2017 sur Nickelodeon.
En France, la troisième saison est diffusée depuis le 18 juin 2018 sur Nickelodeon Teen.

## Distribution

### Acteurs principaux
- Aidan Gallagher (VF : Maia Baran) : Nicky Harper
- Casey Simpson (VF : Émilie Guillaume ) : Ricky Harper
- Mace Coronel (VF : Circé Lethem puis Raphaëlle Bruneau) : Dicky Harper
- Lizzy Greene (VF : Elsa Poisot) : Dawn Harper
- Allison Munn (VF : Maia Baran) : Anne Harper, la mère des quadruplés
- Brian Stepanek (VF : Sébastien Hébrant) : Tom Harper, le père des quadruplés
- Gabrielle Elyse : Josie
- Kyla-Drew Simmons (VF : Marie Van Ermengem) : Mae

### Acteurs récurrents
- Lincoln Melcher : Mack
- Jason Sims-Prewitt : Principal Tarian
- Siena Agudong : Natlee
- Hayden Crawford : Dooley
- Theodore John Barnes : Miles
- Isabella Revel : Avery

## Épisodes

### Épisode 1:Un quadruplé critique
- États-Unis : 7 janvier 2017 sur Nickelodeon
- France : 26 septembre 2022 sur Nickelodeon Teen

- États-Unis : 1,58 million de téléspectateurs[1]

- Siena Agudong : Natlee
- Molly Jackson : Brianna
- Spencer Tomich : Trey
- Tom Choi : Guy Sophistiqué

### Épisode 2:Les remplaçants
- États-Unis : 14 janvier 2017 France : 26 septembre 2022 sur Nickelodeon Teen sur Nickelodeon

- États-Unis : 1,84 million de téléspectateurs[2]

- Jason Sims-Prewitt : Principal Tarian
- Lydia Bolland : Molly
- Butch Klein : Honest Abe

### Épisode 3:L'incroyable famille Harper
- États-Unis : 21 janvier 2017 France : 27 septembre 2022 sur Nickelodeon Teen sur Nickelodeon

- États-Unis : 1,59 million de téléspectateurs[3]

- Maddie Ziegler : Eiffel
- Mackenzie Ziegler : Lilly
- Hayden Crawford : Dooley
- Theodore John Barnes : Miles

### Épisode 4:Les Mulets contre les Harper
- États-Unis : 28 janvier 2017 France : 27 septembre 2022 sur Nickelodeon Teen sur Nickelodeon

- États-Unis : 1,53 million de téléspectateurs[4]

- Maia Shibutani : elle-même
- Alex Shibutani : lui-même
- Tiffany Jeneen : Fran

### Épisode 5:Quadsleigh
- États-Unis : 4 février 2017 sur Nickelodeon France : 28 septembre 2022 sur Nickelodeon Teen

- États-Unis : 1,58 million de téléspectateurs[5]

### Épisode 6:Donnons-nous la main
- États-Unis : 11 février 2017 sur Nickelodeon

- États-Unis : 1,52 million de téléspectateurs[6]

- Hayden Crawford : Dooley
- Theodore John Barnes : Miles
- Lincoln Melcher : Mack

### Épisode 7:Qu'est-ce qui peut nous arriver de pire?
- États-Unis : 18 mars 2017 sur Nickelodeon

- États-Unis : 1,25 million de téléspectateurs[7]

- Hayden Crawford : Dooley
- Dale Raoul : Grandma Harper

### Épisode 8:Être invité ou ne pas l'être
- États-Unis : 25 mars 2018 sur Nickelodeon

- États-Unis : 1,50 million de téléspectateurs[8]

- Breanna Yde : Simone
- Michael Bunin : Carmichael

### Épisode 9:Le concert de la discorde
- États-Unis : 8 avril 2017 sur Nickelodeon

- États-Unis : 1,37 million de téléspectateurs[9]

- Siena Agudong : Natlee

### Épisode 10:Ado-loup
- États-Unis : 15 avril 2017 sur Nickelodeon

- États-Unis : 1,52 million de téléspectateurs[10]

- Siena Agudong : Natlee
- Hayden Crawford : Dooley
- Theodore John Barnes : Miles

### Épisode 11:Un petit cochon chez les Harper
- États-Unis : 22 avril 2017 sur Nickelodeon

- États-Unis : 1,63 million de téléspectateurs[11]

- Hayden Crawford : Dooley
- Eve Moon : Nelly Miller

### Épisode 12:Tout pourMae
- États-Unis : 29 avril 2017 sur Nickelodeon

- États-Unis : 1,70 million de téléspectateurs[12]

- Theodore John Barnes : Miles

### Épisode 13:Le journal du Bison Bavard
- États-Unis : 6 mai 2017 sur Nickelodeon

- États-Unis : 1,28 million de téléspectateurs[13]

- Jason Sims-Prewitt : Principal Tarian
- Theodore John Barnes : Miles
- Siena Agudong : Natlee
- Hayden Crawford : Dooley

### Épisode 14:Un ticket pour la retenue
- États-Unis : 13 mai 2017 sur Nickelodeon

- États-Unis : 1,30 million de téléspectateurs[14]

- Jason Sims-Prewitt : Principal Tarian
- Theodore John Barnes : Miles
- Grant Durazzo : Johnny
- Laya Deleon Hayes : Tina

### Épisode 15:La charité pour charité
- États-Unis : 20 mai 2017 sur Nickelodeon

- États-Unis : 1,54 million de téléspectateurs[15]

- Ricardo Hurtado : Joey
- Theodore John Barnes : Miles
- Siena Agudong : Natlee
- Hayden Crawford : Dooley

### Épisode 16:Un été de rêve
- États-Unis : 3 juin 2017 sur Nickelodeon

- États-Unis : 1,45 million de téléspectateurs[16]

- Theodore John Barnes : Miles
- Jessica Belkin : Madison
- Audrey Whitby : Tori
- Spencer Tomich : Trey
- Noah Urrea : Dylan

### Épisode 17:Prof remplaçant
- États-Unis : 10 juin 2017 sur Nickelodeon

- États-Unis : 1,27 million de téléspectateurs[17]

- Jason Sims-Prewitt : Principal Tarian
- Michael Nanfria : Coach Fessler
- Theodore John Barnes : Miles
- Siena Agudong : Natlee
- Spencer Tomich : Trey

### Épisode 18:La journée deQuadépendance
- États-Unis : 17 juin 2017 sur Nickelodeon

- États-Unis : 1,51 million de téléspectateurs[18]

- Buddy Handleson : Wally
- Theodore John Barnes : Miles
- Siena Agudong : Natlee
- Hayden Crawford : Dooley
- Lori Alan : Mme Bing
- Molly Jackson : Brianna
- Gage Pétrone : Franco

### Épisode 19:Le canular Sayonara
- États-Unis : 8 juillet 2017 sur Nickelodeon

- États-Unis : 1,17 million de téléspectateurs[19]

- Jason Sims-Prewitt : Principal Tarian
- Theodore John Barnes : Miles
- Siena Agudong : Natlee
- Isabella Revel : Avery
- Gage Pétrone : Franco

### Épisode 20:#QUADGOALS
- États-Unis : 15 juillet 2017 sur Nickelodeon

- États-Unis : 1,05 million de téléspectateurs[20]

- Jennifer Aspen : Aunt Jackie

### Épisode 21:Les quadruplés dans l'espace
- États-Unis : 22 juillet 2017 sur Nickelodeon

- États-Unis : 1,41 million de téléspectateurs[21]

- Londale Theus Jr. : Lonny Tusk

### Épisode 22:YOCO
- États-Unis : 29 juillet 2017 sur Nickelodeon

- États-Unis : 1,24 million de téléspectateurs[22]

- Kari Wahlgren : YOCO (voix original)

### Épisodes 23 et 24:Les quadruplés d'Oz
- États-Unis : 5 août 2017 sur Nickelodeon
- France : octobre 2018 sur Nickelodeon France

- États-Unis : 2 millions de téléspectateurs[23]

- Tia Mowry : Ericka Knightly
- Gabby Douglas : Twisty
- Jade Pettyjohn : Rose
- Theodore John Barnes : Miles
- Siena Agudong : Natlee
- Gage Pétrone : Franco
- Isabella Revel : Avery